# Rio Água de São Miguel
O Rio Água de São Miguel é um curso de água do arquipélago de São Tomé e Príncipe, localizado no distrito de Lembá, ilha de São Tomé, corre para Sul até encontrar o mar entre a Praia da Palma e a Praia da Pipa depois de atravessar junto à localidade de São Miguel e o Monte Rosa, frente ao ilhéu Gabado.